# Akompetitivní inhibice
Akompetitivní inhibice (též nazývána antikompetitivní inhibice) je druh inhibice, kdy se zdánlivé hodnoty Michaelisových parametrů {\displaystyle V} a {\displaystyle K_{\mathrm {m} }} snižují ve stejném poměru.
Lze ji rozpoznat dvěma způsoby: nelze ji zvrátit zvýšením koncentrace substrátu {\displaystyle a} a v Lineweaverově–Burkově grafu vytváří {\displaystyle V} a {\displaystyle K_{\mathrm {m} }} navzájem rovnoběžné čáry.
Akompetitivní inhibice bývá vysvětlována tím, že se v daném případě inhibitor může navázat na komplex enzym-substrát, ale ne na volný enzym. Tento druh mechanismu je méně obvyklý a objevuje se hlavně jako krajní případ inhibice dvousubstrátových reakcí , kde se koncentrace jednoho substrátu mění a u druhého zůstává na úrovni nasycující enzym.
Tento mechanismus se vyskytuje například při inhibici acetylcholinesterázy terciárními aminy (R3N). Aminy se na enzym navazují v různých formách, které brání přeměně komplexů acyl-meziprodukt-amin na enzym a produkt.

## Matematický popis

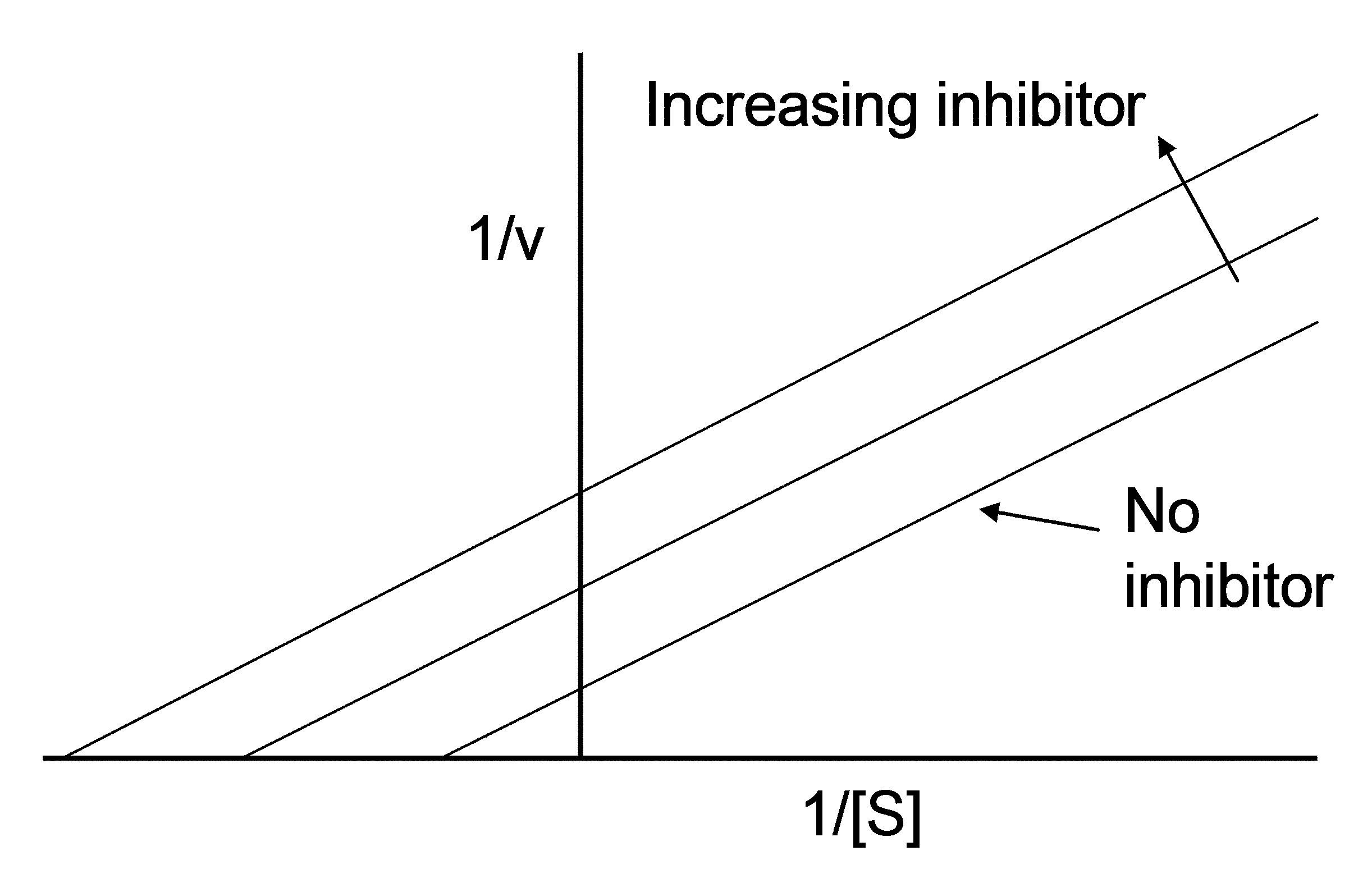
Lineweaverův–Burkův akompetitivní inhibice enzymu

Při antikompetitivní inhibici má rovnice Michaelise–Mentenové tento tvar:
{\displaystyle v={\frac {Va}{K_{\mathrm {m} }+a(1+i/K_{\mathrm {iu} })}}}
kde {\displaystyle v} je rychlost při koncentraci substrátu {\displaystyle a} a koncentraci inhibitoru {\displaystyle i}, maximální rychlosti {\displaystyle V}, Michaelisově konstantě {\displaystyle K_{\mathrm {m} }} a konstantě akompetitivní inhibice {\displaystyle K_{\mathrm {iu} }}.
Tato forma je totožná s rovnicí při uvažování zdánlivých kinetických konstant:
{\displaystyle v={\frac {V^{\mathrm {app} }a}{K_{\mathrm {m} }^{\mathrm {app} }+a}}}
kde {\displaystyle V^{\mathrm {app} }={\frac {V}{1+i/K_{\mathrm {iu} }}}{\text{ a }}K_{\mathrm {m} }^{\mathrm {app} }={\frac {K_{\mathrm {m} }}{1+i/K_{\mathrm {iu} }}}}
Hodnota {\displaystyle V^{\mathrm {app} }} and {\displaystyle K_{\mathrm {m} }^{\mathrm {app} }} se při tomto druhu inhibice snižuje ve stejném poměru, což se na Lineweaverově-Burkově grafu projevuje tím, že poměr V a Km je s inhibitorem stejný jako bez něj.

## Následky a význam v biologických systémech
Vlastnosti akompetitivní inhibice v biologických a biochemických systémech mají řadu různých následků. Vlastnosti akompetitivních inhibitorů, jako je největší účinnost za vysokých koncentrací substrátu, jsou důležité pro řadu biologických a biochemických procesů.

### U nádorů
Akompetitivní mechanismy se objevují u některých druhů nádorů. Některé lidské alkalické fosfatázy vykazují u určitých druhů nádorových buněk nadměrnou expresi. Řada genů kódujících lidské alkalické fosfatázy je akompetitivně inhibovaná aminokyselinami, jako jsou leucin a fenylalanin. Bylo provedeno několik studií využívajících tyto aminokyseliny ke snaze o omezení aktivity alkalických fosfatáz a výzkumu jejich vlivu na nádorové buňky.
U proteinu P53 akompetitivní inhibice omezuje aktivitu nádorových buněk a brání rozvoji některých druhů nádorů, a to tlumením glukóza-6-fosfátdehydrogenázy, enzymu zapojeného do pentózofosfátového cyklu; tento enzym mimo jiné snižuje koncentraci reaktivních forem kyslíku, jejichž udržení na dostatečně nízké úrovni je pro přežití buňky nezbytné. Při vysokých koncentracích glukóza-6-fosfátu, který je jeho substrátem, je akompetitivní inhibice výrazně účinnější. Vysoká citlivost na koncentraci substrátu naznačuje, že inhibice probíhá akompetitivně a ne smíšeně, jelikož smíšená inhibice bývá v důsledku vazby části inhibitoru na volný enzym, nezávisle na přítomnosti či nepřítomnosti substrátu, méně citlivá na koncentraci substrátu.

### V membránách buněk a organel
Akompetitivní inhibice je součástí mechanismů řady nemocí, ale může se vyskytovat i v dalších procesech; například se aktivní místa schopná akompetitivní inhibice vyskytují v membránách, kde odstraňování lipidů z buněčných membrán a zvýšení přístupnosti aktivních míst změnami konformací vykazuje podobné účinky jako akompetitivní inhibice (klesají hodnoty {\displaystyle V} i {\displaystyle K_{\mathrm {m} }}). V mitochondriálních membránových lipidech se takto snižuje podíl α-helixů v mitochondriích, což vede k omezení činnosti ATPázy obdobně jako akompetitivní inhibicí.
Přítomnost akompetitivních enzymů v membránách podporují i výsledky řady dalších studií. Při zkoumání ADP-ribosylačního faktoru, podílejícího se na regulaci aktivity membrán, bylo zjištěno, že laktonové antivirotikum brefeldin A vyvolává akompetitivní inhibici jednoho z meziproduktů. Tímto bylo potvrzeno, že se daný druh inhibice vyskytuje u mnoha druhů buněk a organel, ne jen v nemocných. Brefeldin A ovlivňuje aktivitu Golgiho aparátu a jeho zapojení do regulace pohybů přes membrány.